# Транспорт у Марселі

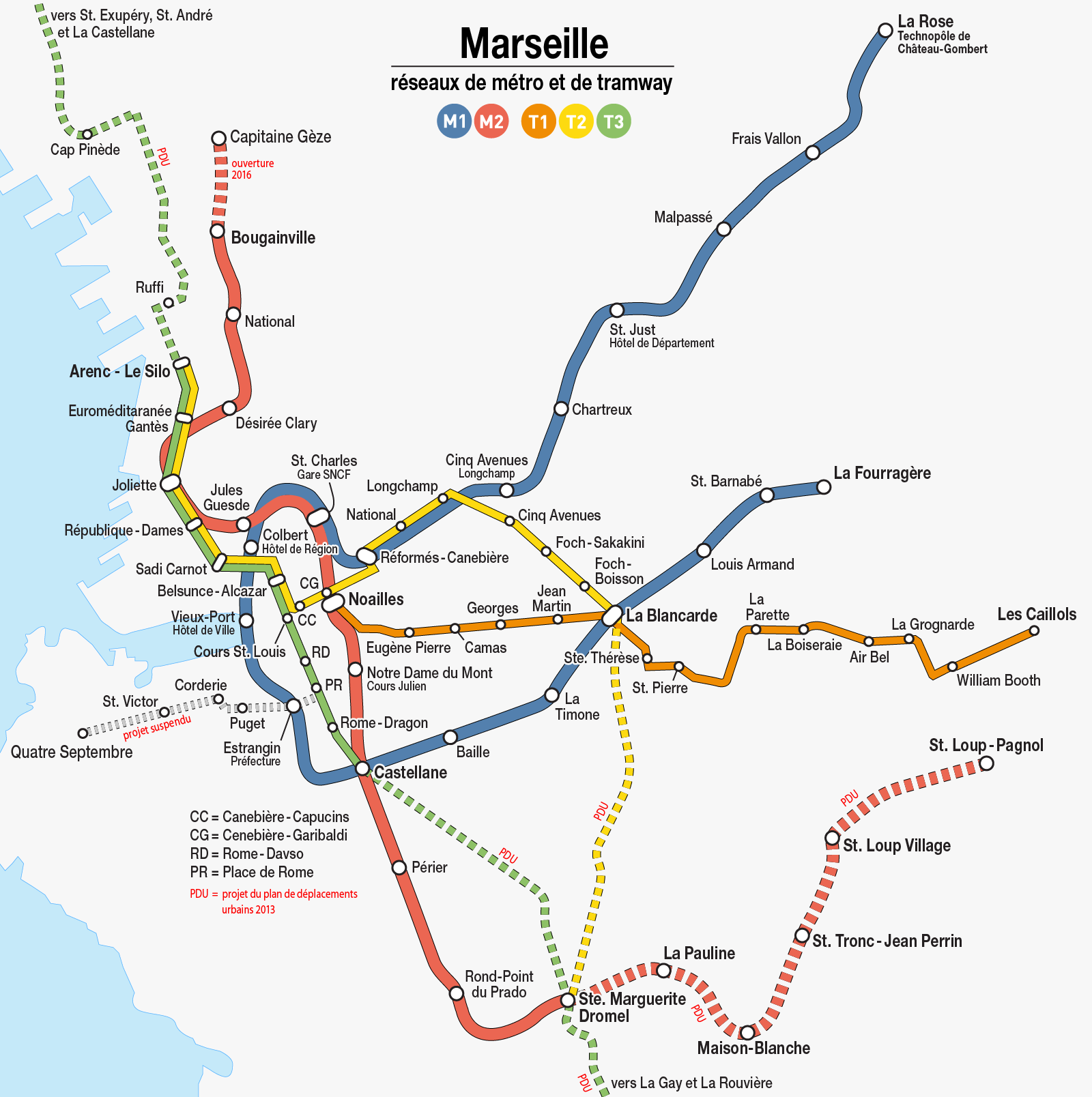
Метро та трамвайна мережа

Громадським транспортом у Марселі керує міське управління транспорту (фр. Régie des transports de Marseille, RTM). У 2011 році було здійснено 159 мільйонів поїздок, що становить у середньому 600 000 поїздок щодня.

## Міське управління транспорту
У 2001 році управління громадським транспортом перейшло від міста Марсель до міської громади Марселя. В управлінні працює 3385 осіб. Марсель — одне з небагатьох французьких міст, яке безпосередньо керує своєю мережею громадського транспорту, не вдаючись до делегування цієї функції. З червня 2008 року міське управління транспорту очолює Карім Зерибі, радник міської громади.

## Дороги
Розгалужена мережа автострад з'єднує Марсель з північчю та заходом (A7), Екс-ан-Прованс на півночі (A51), Тулоном (A50) та Французькою Рив'єрою (A8) на сході.

## Аеропорти
Місто обслуговує міжнародний аеропорт Марсель Прованс, розташований у Маріньяні. Аеропорт є п'ятим за завантаженістю французьким аеропортом і відомий як четвертий за зростання трафіку в Європі в 2012 році

## Трамвай
Очікується, що марсельський трамвай буде з'єднаний із Обанським трамваєм приблизно у 2020 році.

## Автобус
Автобусна мережа складається зі 104 автобусних ліній, які працюють з 04:30 до 21:30. Станом на червень 2011 року управління транспорту має загалом 633 автобуси, 2 автомобілі автошколи та 1 профілактичний автобус. Середній вік транспорту складає 7,5 року.

### Центри технічного обслуговування
Автобусний рухомий склад управління транспорту зберігається та обслуговується на кількох майданчиках у межах міста. У кожного свої гаражі, оглядові ями та евакуатори:
- автобусний центр Rose (на північний схід від міських ліній), який є центральним гаражем
- автобусний центр Saint-Pierre (східні Центральні лінії)
- автобусний центр Arenc (на північ від міських ліній)
- автобусний центр Capelette (на південь від міських ліній)

## Швидкий автобусний транспорт
Будуються три лінії швидкого автобусного транспорту, щоб зробити пересування містом ефективнішим і привабливішим. Лінії з'єднуватимуть місця з кінцевими станціями метро (Castellane → Luminy ; Capitaine Gèze — La Cabucelle → Vallon des Tuves ; La Rose → Château Gombert — Saint Jérome).

## Пором
Між двома протилежними пристанями Старого порту курсує безкоштовна поромна переправа. З 2011 року курсують пороми між Старим портом і Пуент-Руж; з 13 квітня він також курсуватиме до l'Estaque. Пором діє з 07:00 до 19:00 з березня по жовтень (до 22:00 з 15 травня по 15 вересня). Від старого порту до Фріуля, Каланк і Кассіса також доступні поромні переправи та поїздки на човні.

## Система спільного використання велосипедів
Як і в багатьох інших містах Франції, у Марселі діє система обміну велосипедами під назвою «Le vélo», безкоштовна для поїздок тривалістю менше пів години. Вона була запроваджена міською радою у 2007 році.

## Статистика
| Вид транспорту | Поїздки 2011 року, млн | Частка трафіку за 2011 рік |
| -------------- | ---------------------- | -------------------------- |
| Автобус        | 69,5                   | 43,4 %                     |
| Метро          | 74,46                  | 46,8 %                     |
| Трамвай        | 15,54                  | 9,8 %                      |
| Всього         | 159                    | 100 %                      |

Середня кількість часу, яку люди витрачають на поїздки на громадському транспорті у Марселі та довколишніх населених пунктах, наприклад, на роботу та з роботи, у будній день становить 47 хв. 12,7 % користувачів громадського транспорту їздять понад дві години щодня. Середній час, який люди чекають на зупинці чи станції громадського транспорту, становить 14 хвилин, тоді як 19,4 % пасажирів чекають у середньому понад 20 хвилин щодня. Середня відстань, яку люди зазвичай проїжджають за одну поїздку громадським транспортом, становить 9 км, тоді як 21 % подорожують понад 12 років км в одному напрямку.

## Галерея

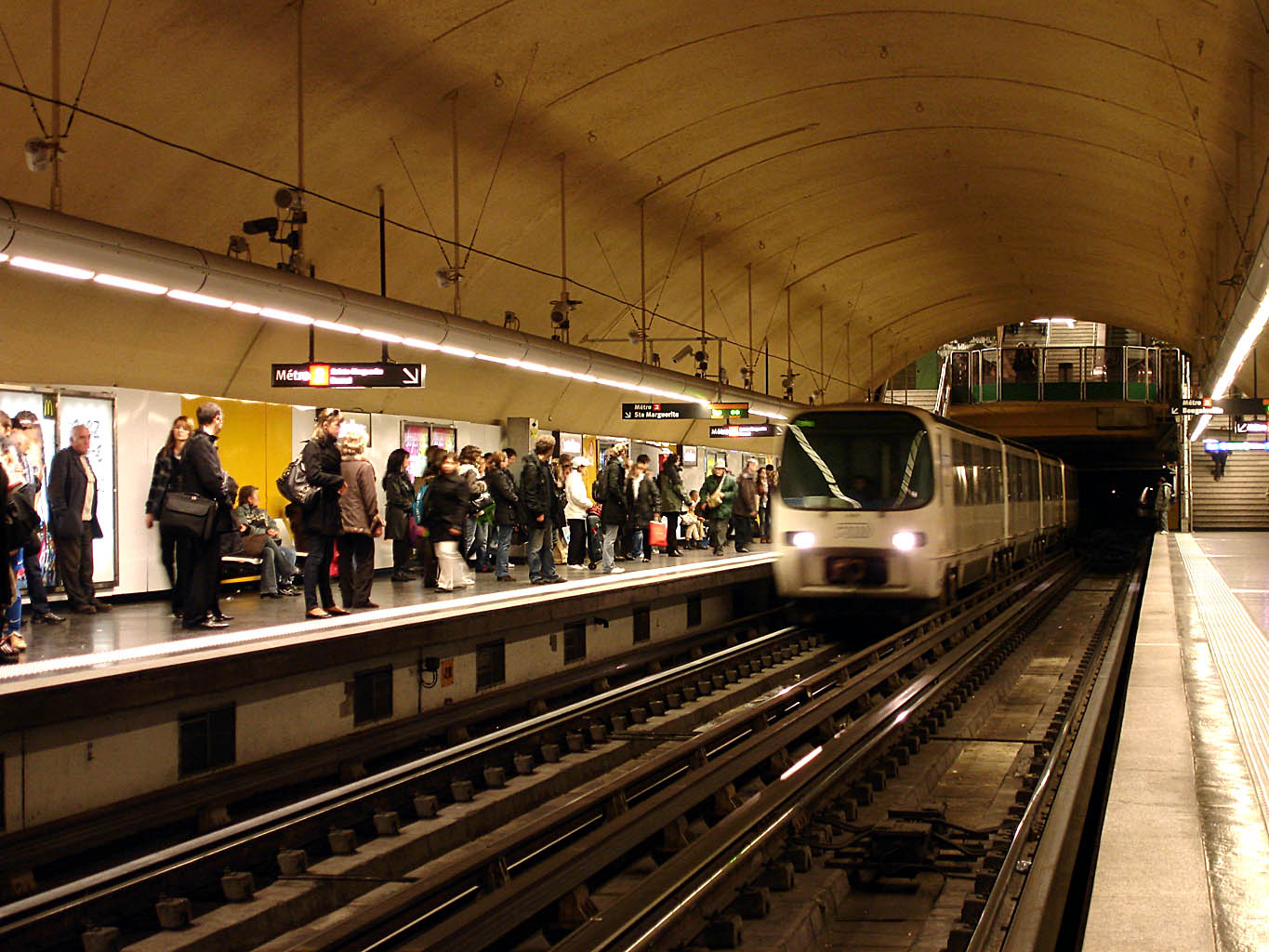
Станція метро «Castellane»
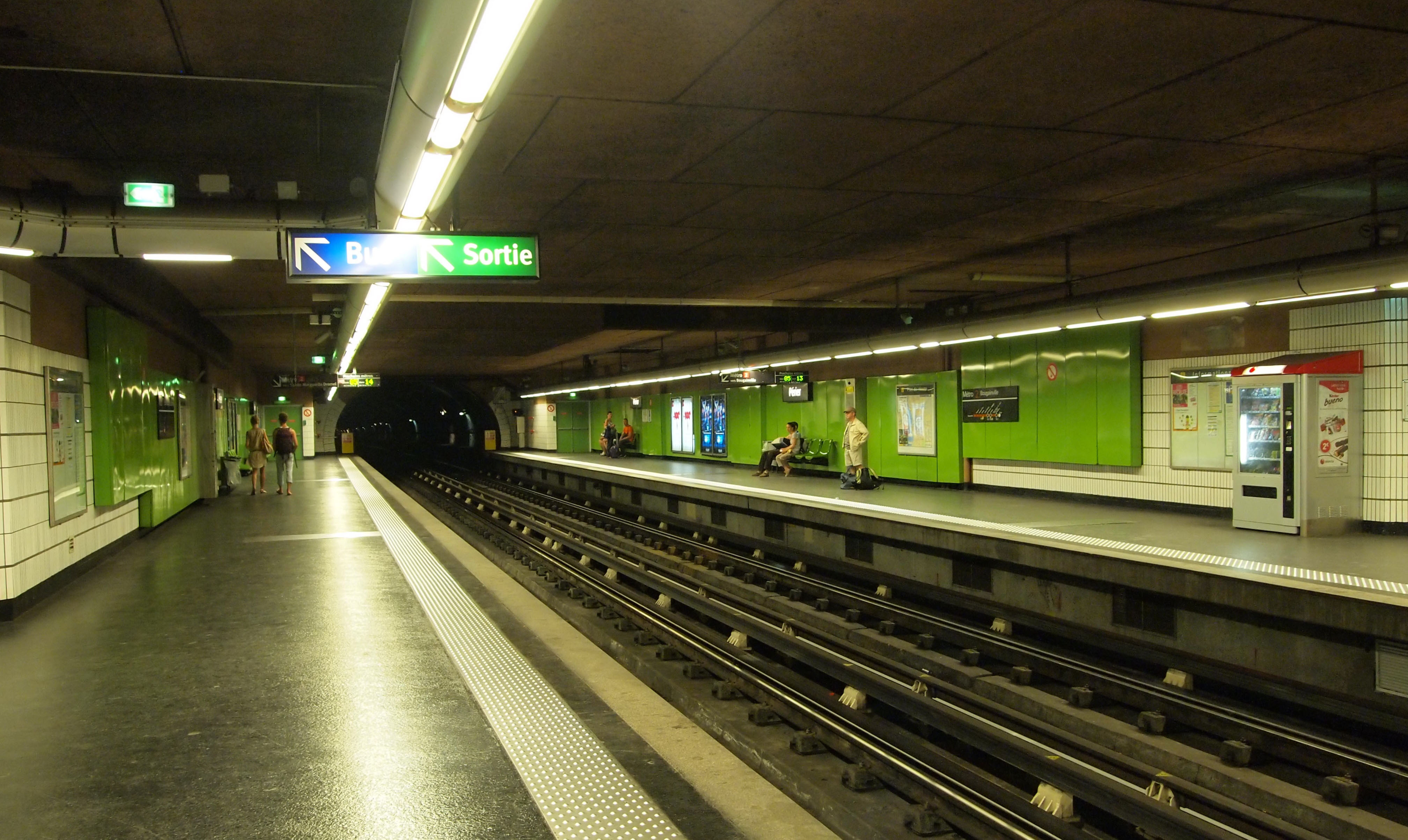
Станція метро «Périer»
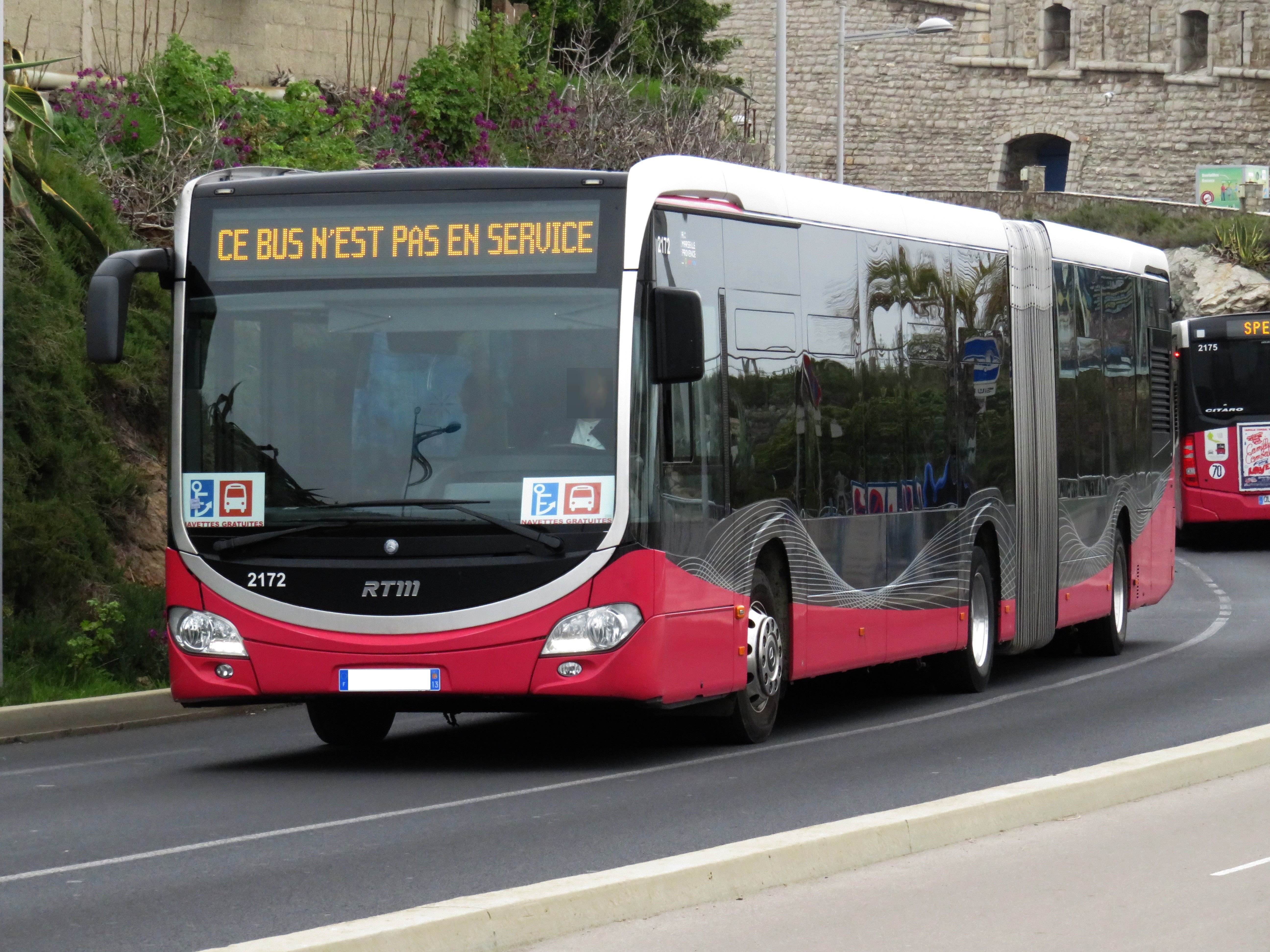
Автобус на човниковому маршруті Escale à Sète — Théâtre de la Mer, Sète ↔ Le Castellas, Sète
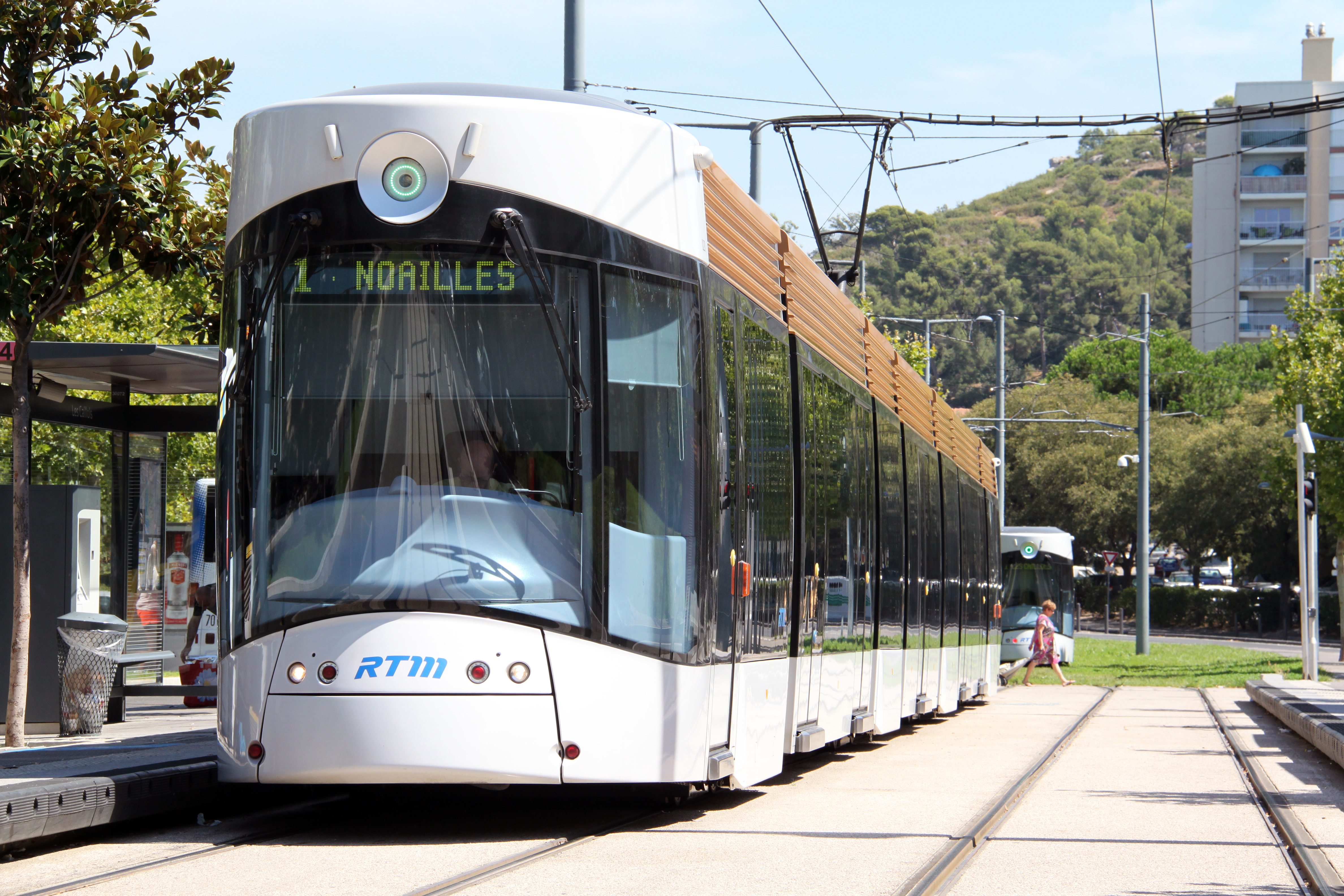
Трамвай на маршруті T1
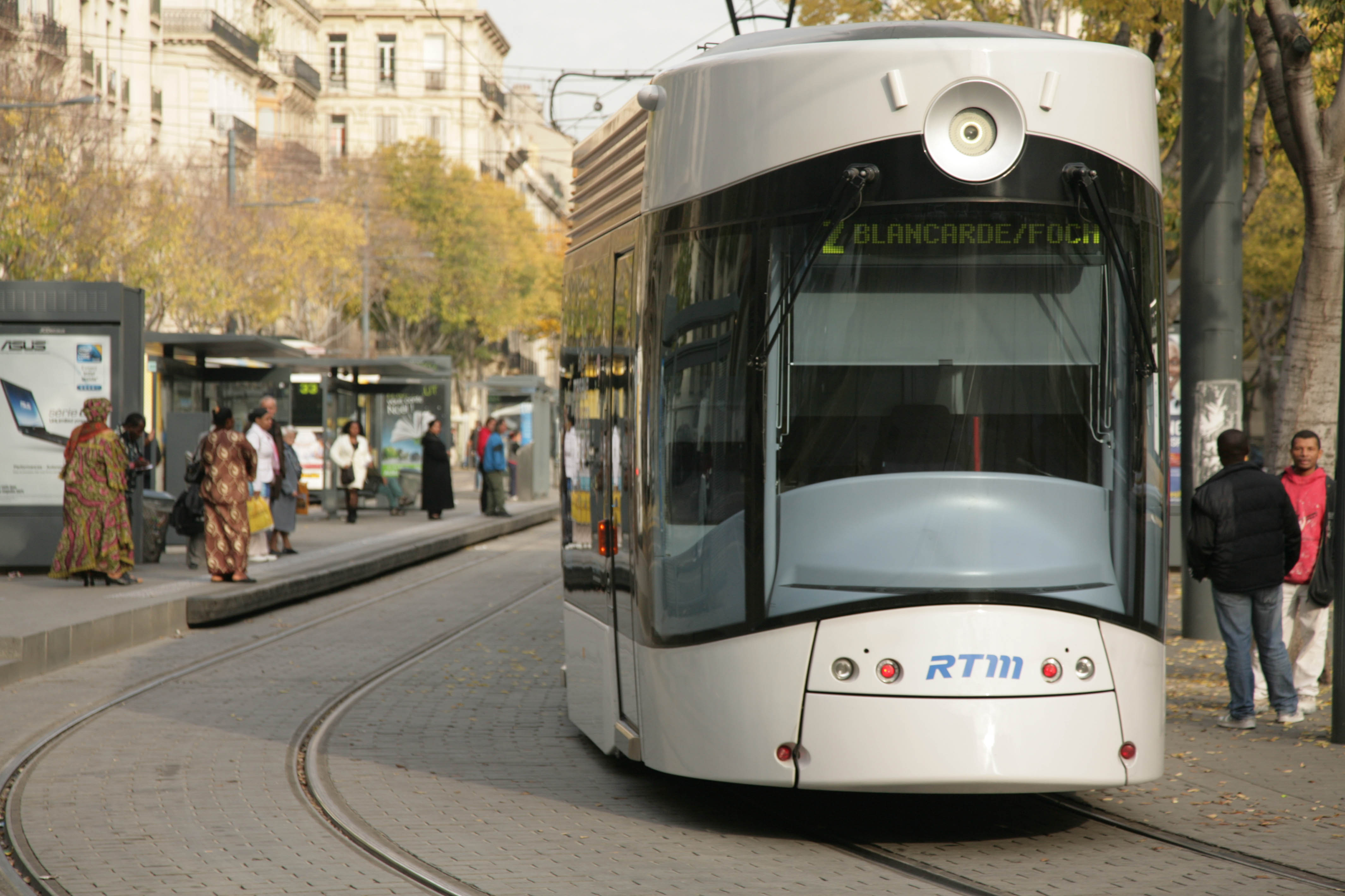
Трамвай на маршруті T2